# Sören Karlsson
Sören "Sulo" Karlsson, född 17 september 1969 i Katrineholm, är en svensk sångare, låtskrivare, författare och artist. Han har varit frontman och huvudsaklig låtskrivare i rock'n'roll-bandet Diamond Dogs. Han har även varit sångare och gitarrist i det engelska powerpop/punkbandet The Crunch och countrybandet The Piggyback Riders. Karlsson har även uppträtt som soloartist.

## Karriär
Sören "Sulo" Karlsson började sin karriär i Katrineholm och bildade 1992 bandet Diamond Dogs ihop med bland andra Anders "Boba" Lindström (Hellacopters). Efter att ha spelat in 10 demos ihop med Martin "Max Martin" Sandberg fick Diamond Dogs sitt första skivkontrakt och debuten Honked Advanced Records (1994) släpptes.
1998 tog Diamond Dogs en paus och Sören Karlsson startade pop/punkbandet Blanceflor ihop med tidigare medlemmar från Stockholms Negrer och Wilmer X. Blanceflor släppte i snabb takt två EP-skivor Alla tar droger och Räddare kan ingen vara och två album Sånt man inte pratar om och Låtsaslycklig, samtliga utgivna på Nonstop Records.
År 2000 återbildades Diamond Dogs och släppte albumet As your greens turn brown vilket följdes upp med europaturnéer och flera album. Diamond Dogs turnerade i England och Spanien ihop med Hanoi Rocks, The Damned, Quireboys och Ian Hunter, med flera.
År 2006 startade Sulo och "Boba" (Hellacopters) duon The Bittertwins' och spelade in albumet Global Panic , Sound Pollution. Övriga medverkande var Brian Robertson (Thin Lizzy), Papa Dee, Nicke Andersson (Hellacopters), Mattias Bärjed (TSOOL) med flera.
År 2007 satte Karlsson upp konserten Soul Folks, en hyllning till Sam Cooke på Södra Teatern i Stockholm. Den följdes upp med konserter i Sverige samt i Spanien.
År 2009 samarbetade Sulo med författaren Ernst Brunner när han tonsatte dennes dikter på albumet Sulo möter Brunner i månen på mattan (Legal Records). Albumet följdes av en gemensam turné som avslutades med föreställningen Höga Låga på Södra Teatern i Stockholm. Där medverkade Louise Hoffsten, Plura Jonsson, Staffan Hellstrand, Per Ragnar med flera.
År 2009 började Karlsson sitt samarbete med den svenska country/schlagersångerskan Kikki Danielsson. Sulo skrev merparten till Kikki Danielssons comebackalbum Första dagen på resten av mitt liv Sony (2009). 2014 var Sulo kapellmästare i teateruppsättningen "Kikkiland" på Göteborgs stadsteater ihop med Kikki Danielsson, Göran Ragnestam med flera.
År 2010 skrev Sulo musik till skådespelaren och författaren Per Ragnars 50-årsjubileum. Efter föreställningen blev det turné ihop med Per Ragnar och en föreställning om Solidaritet. Låtarna spelades in på albumet Ur ett brev tillsammans med sångerskan Idde Schultz. Albumet blev början till ett samarbete med Idde Schultz som resulterade i fyra album på svenska. Kocksgatan Revisited (Legal Records) 2010 i samband med att Ernst Brunners bok Kocksgatan sattes upp som teater på Boulevardteatern i Stockholm, Skriv ditt namn i eld  Legal Records (2013) och Diamant hund (Legal Records) (2014).
År 2012 åkte Sulo tillsammans med journalisten och författaren Petter Karlsson till England och intervjuade 14 rocklegender från 1970–1980-talet. Det resulterade i boken "Keep yourself alive" som gavs ut hösten 2012 av Lind & Co. Tillsammans med boken medföljer en CD där Sulo tillsammans med respektive legend spelat in akustiska versioner av tidigare hits.
År 2013 startade Sulo ett samarbete med Peter Larsson (Larz-Kristerz) vilket hittills har resulterat i ett 20-tal låtar, bland annat Det måste gå att dansa till, Vykort från himlen, Torkade rosor och tummade brev, 40 mil från Stureplan, När radion spelade rock n roll, En pilsner i juni.
År 2013 bildade Sulo bandet The Crunch ihop med Terry Chimes (The Clash), Dave Tregunna (Sham 69), Micky Geggus (Cockney Rejects) och Idde Schultz. The Crunch har hittills släppta 2 album, Busy Making Noise (Legal Records) (2013) och Brand New Brand (Legal Records) (2015) och turnerat i Skandinavien, England och Spanien.
År 2014 belönades Peter Larsson och Sören "Sulo" Karlsson med Guldklaven i kategorin Årets låt för sin komposition Det måste gå att dansa till som gavs ut på Larz-Kristerz album med samma namn.
År 2015 skrev och producerade han Kikki Danielssons album Postcard from a painted lady (Capitol) (2015). Det var det första i en album trilogi som följdes av Christmas card from a painted lady (Capitol) (2016) och avslutande Portrait of a painted lady (Capitol). (2017)
År 2015 skrev Sulo musik till den engelske punkpoeten Gary Johnsons dikter vilket resulterade i albumet Punkrock stories & Tabloid tales, Cargo Records.
År 2016 släppte Sulo country duettalbumet Brilliant Outsiders, (Capitol) där han skrivit låtarna ihop med den engelska producenten Kevin Porée. Medverkande på albumet är bland andra Maria McKee, Bellamy Brothers, Paul Brady, Paul Young och Janis Ian.
År 2016 startade Sulo även Countrybandet The Piggyback Riders' ihop med den engelska gitarristen Chris Spedding och Idde Schultz och släppte albumet Midnight at the tenth of always, (Cargo records).
Andra artister som Sulo skrivit låtar till är The Boppers, Streaplers, Elisa Lindström med flera.
År 2017 började Karlsson ett samarbete med det svenska punkbandet KSMB vilket hittills resulterat i albumen "Ond Saga" och "En slemmig Torsk-Showen".
Sören Karlsson har ofta synts sköta VIP-intervjuerna på "hovet".
År 2017 skrev han boken "Bröderna Leback - Med hjärtat som klubbmärke", Idrottsförlaget.
År 2018 startade han projektet The New Deal ihop med Jeff Turner (Cockney Rejects ) och duon har hittills släppt singlarna Canning Town Beach och Life on the island, båda Misty Recordings.
År 2019 släpptes boken "Lennart Johansson - En Polare Bland Pampar och Pokaler", Mondial förlag. Karlsson skrev biografin i samarbete med före detta Uefa-presidenten Lennart Johansson (1929–2019). I samband med dennes begravning sjöng Karlsson Frank Sinatras "My way".
År 2019 tilldelades Karlsson SKAPs Dansbandspris, ett stipendium som delas ut varje år.

## Diskografi

### Sulo
- The New Deal with Jeff Geggus “Life on the island” (Misty Recordings), 2018.
- ”Rough Diamonds, Rare Gems & Rowdy tracks” (Sound Pollution) 2024
- The New Deal with Jeff Geggus “Canning Town Beach” (Misty Recordings) 2018
- “Night Shift”/“Brilliant Outsiders”, (Cargo Records) 2018.
- “Full English”, (Cargo Records), 2017.
- Sulo's Brilliant Outsiders, 2016
- Punkrock Stories and Tabloid Tales, Sulo sings Garry Johnson, (Cargo Records), 2016.
- Diamant Hund, 2012 tillsammans med Idde Schultz
- Skriv ditt namn i eld, 2012, Idde Schultz
- Kocksgatan Revisited Tillsammans med Idde Schultz 2011
- Ur ett brev, tillsammans med Idde Schultz 2010
- Sulo möter Brunner ”I månen på mattan”, (Legal Records), 2009.
- Hear Me Out (LR003) 2008
- Just Another Guy Tryin' (SMILCD 7103) 2005
- Rough Diamonds (FBRCD 021) 2003

### The Diamond Dogs
”Macon Georgia Giant” with Chris Spedding (Sound Pollution” 2025
“About the hardest nut to crack” (Sound Pollution)2023
“Slap Bang Blue Rendezvous” (Sound Pollution) 2022
- “Recall Rock n Roll & The Magic Soul” (Sound Pollution) 2019
- “Quitters & Complainers” (Cargo Records) 2015
- “Set Fire To It All” (Legal Records) 2012
- ”The Grit & The Very Soul” (Legal Records) 2010.
- ”Most Likely” (Border) 2008
- Up The Rock (SMILCD 7107) 2006
- Black River Road (SMILCD 7101) 2004
- Atlantic Crossover (split album with JEFF DAHL) (BRCD024) 2004
- That's The Juice I’m On (FBRCD 022) 2003
- Too Much Is Always Better Than Not Enough (FBRCD 018) 2002 Shortplayer (FBRCD 015) 2001
- As Your Greens Turn Brown (FBRCD 011) 2001
- Among The Nonbelievers (FBRCD 010) 2000
- Need Of Ammunition (Crowthorpe Rec) 1996
- Good Time Girl (Avance Rec) 1995
- Honked (Avance Rec) 1994
- Blue Eyes Shouldn't Be Cryin' (Avance Rec) 1993

### The Crunch
- Busy making noise, 2013
- Brand new brand, 2015

### Andra projekt
- The Piggyback Riders with Chris Spedding & Idde Schultz. ”Midnight at the tenth of always”, (Cargo Records) 2017.
- Tills vägarna tar slut, Kikki Danielsson (Warner) 2019.
- Osby Tennessee, Kikki Danielsson (Capitol) 2017.
- Portrait of a painted lady, Kikki Danielsson (Capitol) 2017
- Christmas card from a painted lady, Kikki Danielsson (Capitol) 2016
- Postcard from a painted lady, Kikki Danielsson (Capitol) 2015
- Midnight Sunshine again, Kikki Danielsson (Warner) 2014
- Första dagen på resten av mitt liv, Kikki Danielsson (Sony) 2011
- The Sam Cook concerts, Sam Cook 2009
- Kurt-Sunes med Helveteshundarna (Komma ut ur matchen) nu! (BIRDI59CD) 2004
- Blanceflor Låtsaslycklig (NSM 33-35) 2001
- Blanceflor Räddare kan ingen vara (NSM 45-61) 2001
- Blanceflor Sånt man inte pratar om (NSM 33-33) 2000
- Blanceflor Alla tar droger (NSM 45-57) 1999

### Fotnoter
1. ↑  www.dansbandsveckan.se om Guldklaven 2014 Arkiverad 8 juli 2017 hämtat från the Wayback Machine.
2. ↑  ”Bröderna Leback - Med hjärtat som klubbmärke”. Idrottsförlaget. https://idrottsforlaget.se/produkt/broderna-leback-med-hjartat-som-klubbmarke/. Läst 17 november 2019.
3. ↑  ”En polare bland pampar och pokaler – Mondial” (på engelska). Arkiverad från originalet den 2 september 2019. https://web.archive.org/web/20190902143616/http://mondial.se/utgivning/en-polare-bland-pampar-och-pokaler/. Läst 2 september 2019.